# David A. Whittaker
David A. Whittaker (* 11. November 1952 in Long Beach, Kalifornien) ist ein für den Oscar nominierter, US-amerikanischer Tonmeister.

## Leben
Whittaker arbeitete als Tonmeister an zahlreichen großen und erfolgreichen Filmen wie Star Trek V: Am Rande des Universums, Erin Brockovich, Das fünfte Element und Shrek der Dritte. 1997 wurde er für Daylight für den Oscar nominiert.

## Filmografie (Auswahl)
- 1980: Die unglaubliche Reise in einem verrückten Flugzeug (Airplane!)
- 1985: Die Farbe Lila (The Color Purple)
- 1987: RoboCop
- 1989: Star Trek V: Am Rande des Universums (Star Trek V: The Final Frontier)
- 1992: Bodyguard (The Bodyguard)
- 1995: Stirb langsam: Jetzt erst recht (Die Hard: With a Vengeance)
- 1996: Daylight
- 1997: Das fünfte Element (The Fifth Element)
- 2000: Erin Brockovich
- 2000: Traffic – Macht des Kartells (Traffic)
- 2002: Stuart Little 2
- 2005: Die Insel (The Island)
- 2006: 16 Blocks
- 2007: Ghost Rider
- 2007: Shrek der Dritte (Shrek the Third)
- 2008: Der Tag, an dem die Erde stillstand (The Day the Earth Stood Still)
- 2011: Breaking Dawn – Biss zum Ende der Nacht, Teil 1 (The Twilight Saga: Breaking Dawn – Part 1)

## Auszeichnungen
- 1997: Oscar: Nominierung in der Kategorie Bester Tonschnitt für Daylight